# Catharinus Dulcis
Catharinus Dulcis oder Catherin Le Doux (auch Catarine Dolce; * 1540 in Cruseilles; † 6. Juni 1626) war ein Philologe und Hochschullehrer.

## Leben
Dulcis war Sohn des Johannes Le Doux und der Magdalene geborene Nergen. Er besuchte die Schule von Annecy und die Universität Straßburg. Zunächst begleitete er einen Spross des Hauses Ortenburg durch große Teile Deutschlands. Dieser von Ortenburg vermittelte ihn als Hofmeister an den Hof des Markgrafen Philipp von Baden. Danach war er Hofmeister am Hof des Kurfürsten Friedrich III. von Pfalz. Mit dessen Sohn Christoph von der Pfalz (1551–1574) unternahm er eine Reise durch Frankreich und Italien. Anschließend ging er selbst zu Studienzwecken über Griechenland und Zypern nach Konstantinopel geriet aber in türkische Gefangenschaft. Aufgrund einer französischen Intervention kam er wieder frei. Es schlossen sich weitere Reisen und ein abenteuerliches Leben quer durch Europa an. Er kam nach Italien mit Aufenthalten in Venedig und Padua, dann nach Polen, Ungarn, Schweden, England, Schottland, Mähren etc. Er war auch in Prag und Wien und als Hofmeister an den Universitäten von Wittenberg, Marburg und Leipzig tätig. Als Hofmeister war er zudem in Zürich und Basel als auch an der Universität Heidelberg, dann wieder in Paris. Bisweilen diente er auch im Krieg. Als Lehrer für Französisch und Italienisch diente er in Prag. Dort wurde er Rat des Peter Wok von Rosenberg. Um 1600 kam er wieder als Hofmeister an die Universität Tübingen.
Dulcis kam Anfang 1602 als Professor der ausländischen Sprachen an das Collegium Mauritianum in Kassel. Dort heiratete er 1603 die Katharina Lersner, die Tochter des Christoph Lersner aus dem Hause des späteren Adelsgeschlechts Lersner. Dies ermöglichte ihm 1605 die Stelle als erster ordentlicher Professor der französischen und italienischen Sprache an der Universität Marburg zu werden. Am 24. August 1605 hielt er seine Antrittsvorlesung und am 18. März 1606 wurde er als Professor vereidigt.
Dulcis wurde am 17. März 1624 vom Professorenamt suspendiert, als die Marburger Universität zum lutherischen Hessen-Darmstadt kam. Allerdings gewährte der Landgraf Ludwig V. von Hessen-Darmstadt ab dem 23. Februar 1625 ein Gnadengehalt, das Dulcis bis zu seinem Tod bezog.

## Werke (Auswahl)
- Flores italici ac Latini Sermonis, Krafft, Wittenberg 1593.
- Methodus ad Facilem Italicae Linguae, Krafft, Wittenberg 1593.
- Institutiones linguae Italica Librisex, Gruppenbach, Tübingen 1600.
- Catharini Dulcis Schola Italica, 2 Bände, Neben, Frankfurt am Main 1605.
- Schola Italica Innovata, Henning, Frankfurt am Main und Köln 1620.
- Linguarum Exoticarum In Academia Marpurgensi Professoris Vitae Curriculi Breviarium, Saur, Marburg 1622.
- Dictionariolum Italico Latinum, Henning, Köln 1631.